# Protees de Macedònia
Protees (en llatí Proteas, en grec antic Πρωτέας), fill d'Andrònic, fou un militar macedoni del segle v aC.
Se li va encarregar reunir un esquadró naval per defensar les illes i les costes gregues amenaçades per la flota fenícia (la flota fenícia estava al servei de Pèrsia). Va aconseguir conquerir a Sifnos, vuit vaixells d'un esquadró de deu que el persa Datames tenia estacionat allí, segons diu Flavi Arrià.